# Alfie (soundtrack)
Alfie is een muziekalbum van de gelijknamige film Alfie, uitgekomen in 2004. Mick Jagger en Dave Stewart waren de muziekproducenten.

## Nummers
1. Old Habits Die Hard - Mick Jagger & Dave Stewart

1. Blind Leading the Blind - Mick Jagger & Dave Stewart (akoestische liveversie)
2. New York Hustle
3. Let's Make It Up - Mick Jagger & Dave Stewart
4. Wicked Time - Joss Stone en Nadirah X
5. Lonely Without You - Joss Stone en Mick Jagger
6. Darkness of Your Love - Gary "Mudbone" Cooper & Dave Stewart
7. Jack the Lad
8. Oh Nikki
9. Blind Leading the Blind - Mick Jagger & Dave Stewart:
10. Standing in the Rain
11. Counting the Days
12. Old Habits Die Hard - Mick Jagger & Sheryl Crow
13. Alfie - Joss Stone

## Hitlijsten
Single
- Old habits die hard (VK nr. 45, 2 weken in de hitlijst)

Album
- UK Top Soundtracks: nr. 36, 3 weken in de hitlijst
- Billboard Top Soundtracks: nr. 11, 5 weken in de hitlijst
- The Billboard 200: nr. 171, 2 weken in de hitlijst (Soundscan - 71.000 verkochte exemplaren)